# ヴァンヴィエン
座標: 北緯18度56分 東経102度27分 / 北緯18.933度 東経102.450度
ヴァンヴィエン (ວັງວຽງ) はラオスのヴィエンチャン県にある町である。人口およそ25,000人。町は、ルアンパバーンからビエンチャンまでの主要な南北幹線（国道13号線沿い）に位置する。ナムソン川と緑豊かな山々にかこまれた静かな佇まいを持つ町であるが、1990年代に入り観光地化が進められバックパッカーが多い。ラオスの主要な観光地のひとつとなっている。

## 歴史
町の主な特色の一つは、川と平行して走る、長いこと主に使われていない滑走路である。それは、アメリカ空軍によりベトナム戦争の間に使われた。今ヴァンヴィエンの使われなくなった滑走路は、「リマ地域6 (Lima site 6)」と呼ばれていた。
ラオスには、歴史上最も爆撃を受けた国という芳しからぬ名誉がある。国の多くの地域、主にホーチミン・ルートに沿った東部、そして北東部に、多くの残された地雷のために歩くことが危険な場所がまだある。そして、農民とその家族、彼らの家畜が、まだ生きている地雷を踏むことはまれでない。バックパッカーの流入のために、町は1980年代に発展し始めた。

## 観光
1990年代より急速に観光地化が図られた。小さな町に寄り添うように多数のホテルやゲストハウスレストランが軒を連ね、ナムソン川をはさみ独特の形状をした石灰石からなる山並みが見える。観光の中心は、町の中心部を流れるナムソン川のカヤッキングやチュービングなどのアウトドア・アクティビティを中心に山すそに数多く存在する洞窟や鍾乳洞、滝の探検、トレッキングなどが中心となっている。これらは町中に数多く存在する旅行代理店または各ホテルでツアーなどに申し込み参加することが普通。町中にはレンタルバイクが多く免許は不要（平均1日50000kip）。また、レストランや川沿いのコテージなどでハンモックにゆられたりしながらゆっくりと過ごす欧米人バックパッカーが多い。

### 主な観光地
- タム・プーカン（Tham Poukham）
- ブルー・ラグーン（Blue Lagoon）
- ヴァンヴィエン・リゾート - タム・チャン洞窟

## 交通アクセス
- 首都ビエンチャンからバスで約3時間半～4時間。バスターミナルから出発する大型定期バスのほか、多くの旅行会社がミニバスなどを運行している。

- 2020年12月に中国ラオス高速道路のヴィエンチャン-バンビエン間109kmが開通した。首都ヴィエンチャン中心部からの所要時間は約1時間半。[1]
- 2021年12月に中国ラオス鉄道のヴァンヴィエン駅が開業した。

## 気候
ケッペンの気候区分ではサバナ気候（熱帯モンスーン気候）である。ヴィエンチャンと比較して雨季の降水量が多く、年間平均降水量はヴィエンチャンの約2倍に達する。特に7月の平均降水量は800ミリ以上に達するほどであり、東南アジアでも有数の降水量である。
乾季にあたる11月から3月は他地域同様乾燥し、気温が下がり朝晩を中心に10℃程度まで冷え込む日もある。
| ヴァンヴィエンの気候   | ヴァンヴィエンの気候 | ヴァンヴィエンの気候 | ヴァンヴィエンの気候 | ヴァンヴィエンの気候 | ヴァンヴィエンの気候 | ヴァンヴィエンの気候 | ヴァンヴィエンの気候 | ヴァンヴィエンの気候 | ヴァンヴィエンの気候 | ヴァンヴィエンの気候 | ヴァンヴィエンの気候 | ヴァンヴィエンの気候 | ヴァンヴィエンの気候 |
| 月                     | 1月                  | 2月                  | 3月                  | 4月                  | 5月                  | 6月                  | 7月                  | 8月                  | 9月                  | 10月                 | 11月                 | 12月                 | 年                   |
| ---------------------- | -------------------- | -------------------- | -------------------- | -------------------- | -------------------- | -------------------- | -------------------- | -------------------- | -------------------- | -------------------- | -------------------- | -------------------- | -------------------- |
| 平均最高気温 °C （°F） | 28.1 (82.6)          | 30.5 (86.9)          | 32.6 (90.7)          | 34.0 (93.2)          | 32.9 (91.2)          | 32.3 (90.1)          | 31.1 (88)            | 31.0 (87.8)          | 31.4 (88.5)          | 31.0 (87.8)          | 29.5 (85.1)          | 27.5 (81.5)          | 30.99 (87.78)        |
| 日平均気温 °C （°F）   | 20.8 (69.4)          | 22.8 (73)            | 25.2 (77.4)          | 27.5 (81.5)          | 27.8 (82)            | 27.9 (82.2)          | 27.3 (81.1)          | 27.2 (81)            | 27.1 (80.8)          | 25.8 (78.4)          | 23.6 (74.5)          | 20.8 (69.4)          | 25.32 (77.56)        |
| 平均最低気温 °C （°F） | 13.5 (56.3)          | 15.2 (59.4)          | 17.9 (64.2)          | 21.1 (70)            | 22.8 (73)            | 23.6 (74.5)          | 23.6 (74.5)          | 23.4 (74.1)          | 22.9 (73.2)          | 20.6 (69.1)          | 17.8 (64)            | 14.2 (57.6)          | 19.72 (67.49)        |
| 雨量 mm （inch）       | 9 (0.35)             | 18 (0.71)            | 49 (1.93)            | 174 (6.85)           | 369 (14.53)          | 489 (19.25)          | 840 (33.07)          | 662 (26.06)          | 508 (20)             | 115 (4.53)           | 44 (1.73)            | 23 (0.91)            | 3,300 (129.92)       |
| 出典：Climate-Data.org |                      |                      |                      |                      |                      |                      |                      |                      |                      |                      |                      |                      |                      |